# DARS d.d.
Die DARS d.d. (slowenisch: Družba za avtoceste v Republiki Sloveniji) ist die 1993 gegründete Autobahn-Betreibergesellschaft der Republik Slowenien. Sie verwaltet über 600 Kilometer an Autobahnen und Schnellstraßen und beschäftigt derzeit über 1.200 Mitarbeiter. Der Hauptaktionär der DARS ist die Republik Slowenien selbst. Die DARS verfügt aktuell über 9 Autobahnen und 6 landesweite Filialen, sowie vier regionale Zentren in Kozina, Vransko, Slovenske Konjice und Ljubljana sowie über ein Verkehrsüberwachungszentrum in Hrušica.

## Geschichte

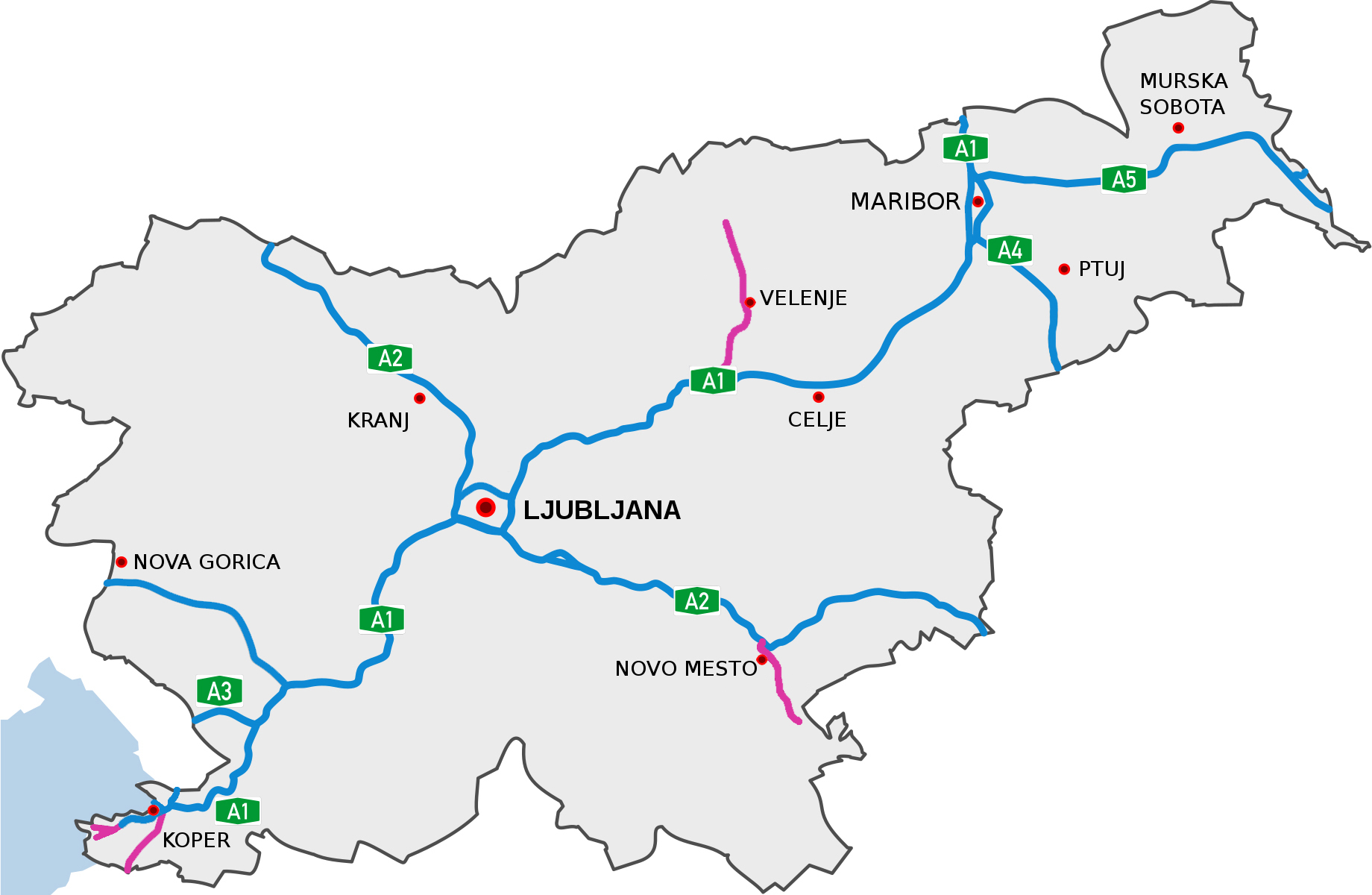
Autobahnen in Slowenien (Stand: August 2020)
für den Verkehr freigegeben
im Bau
in Planung

Die DARS wurde am 7. Dezember 1993 in Nachfolge der Republiška skupnost za ceste Slovenije als Leiter und Betreiber der slowenischen Autobahnen und Schnellstraßen gegründet. Sie gehörte zur Gänze der Republik Slowenien und nahm am 1. Januar 1994 ihre Tätigkeit auf.
1995 wurde das ABC-Mautsystem eingeführt. Es wurde zuerst testweise an der Mautstation in Torovo implementiert und war für Privatfahrzeuge gedacht. Mit der Einführung der Vignette im Jahr 2008 wurden ABC-Bordgeräte von Lastwagenfahrern eingesetzt. 1996 wurde auf der steirischen Autobahnabzweigung das geschlossene Mautsystem in ein offenes Mautsystem umgewandelt.
Im Jahr 2003 wurde die DARS in eine Aktiengesellschaft umgewandelt und fusionierte mit der damals staatlichen PVAC (Podjetje za vzdrževanje avtocest, d.o.o.). Die DARS wurde zum Management- und Wartungsunternehmen für alle gebauten Autobahnen, Infrastruktur und Ausrüstung, zusammen mit dem Erwerb der Mautpflicht.
Das Viadukt von Črni Kal wurde im Jahr 2004 für den Verkehr freigegeben, das bisher komplexeste Überbrückungsobjekt auf slowenischen Autobahnen.
2005 wurden Šentilj im Nordosten und Koper im Südwesten durch eine Autobahn verbunden. Der erste Abschnitt zwischen Vransko und Trojane wurde 2002 für den Verkehr freigegeben, der Abschnitt zwischen Trojane und Blagovica im Jahr 2005. Der Abschnitt weist den damals längsten Doppeltunnel in Slowenien auf – den 2931 Meter langen Trojane-Tunnel.
Das Verkehrsinformationszentrum für öffentliche Straßen („Prometno-informacijski center za državne ceste“ oder kurz „PIC“) nahm im Jahr 2006 seinen Betrieb auf. Es informiert über die Straßenverhältnisse und verbindet Sicherheit und Komfort mit dem ununterbrochenen Verkehrsfluss. Das PIC erhält jährlich neue, technisch verbesserte Tools.
Das Vignettensystem für Fahrzeuge mit einem Gewicht von bis zu 3,5 Tonnen wurde im Jahr 2008 implementiert. Es löste das alte System der Mautgebühren an Mautstationen ab. Eine vierspurige Autobahn zwischen Maribor und Pince (nahe der ungarischen Grenze) wurde für den Verkehr geöffnet. Mit der Freigabe des letzten, 26 Kilometer langen Abschnittes zwischen Lenart und Vučja vas wurde der östliche Teil Sloweniens verbunden. Der Abschnitt zwischen Vučja vas und Beltinci, der 2003 für den Verkehr freigegeben wurde, weist die längste Brücke auf slowenischen Straßen auf. Mit einer Länge von 833 Metern und einem Gewicht von 16.000 Tonnen ist die Brücke über die Mur die längste und schwerste Schubbrücke in Slowenien. Ihre Fläche beträgt 23.257 Quadratmeter.
Der Markovec-Doppeltunnel wurde im Jahr 2015 zur neuesten Ergänzung des slowenischen Autobahnnetzes. Mit einer Gesamtlänge von 2,1 Kilometern ist es der viertlängste slowenische Tunnel. Die Gesamtmenge an ausgebaggertem Boden betrug 370.000 Kubikmeter, was einem 60 Kilometer langen Zug mit 4.800 4-achsigen Wagen entspricht.
Am 6. September 2016 unterzeichneten die DARS und das Konsortium von Telekom Slovenije d.d. und Q-Free ASA, Norwegen, einen Vertrag für die Einrichtung und den Betrieb eines mehrspurigen elektronischen Mautsystems im freien Verkehrsfluss auf Autobahnen und Schnellstraßen, für Fahrzeuge mit einem zulässigen Gesamtgewicht von mehr als 3,5 Tonnen. Das System basiert auf einer Mikrowellentechnologie mit der standardisierten Frequenz von 5,8 GHz. 125 Mautportale sind über Autobahnen und Schnellstraßen zwischen Knotenpunkten entlang des gesamten Autobahnnetzes installiert. Nach der Einführung des neuen Mautsystems am 1. April 2018 werden Mautstationen schrittweise von Sloweniens Autobahnen entfernt.
Ende November 2018 wurde die Autobahn A4, welche von Maribor zur Grenze nach Kroatien führt, mit einer Gesamtlänge von 33,7 Kilometern fertiggestellt.